# جزيرة كامبل
جزيرة كامبل هي جزيرة ساب أنتاركتيكا غير مأهولة تتبع ل نيوزيلندا وهي أكبر جزيرة ضمن جزر كامبل.